# غونزالو كوربيلو
غونزالو كوربيلو (بالإسبانية: Gonzalo Curbelo)‏ هو لاعب كرة قدم أوروغواياني في مركز الوسط، ولد في 24 أبريل 1987 في مونتيفيديو في الأوروغواي. لعب مع التانك سيلي.

## وصلات خارجية
- غونزالو كوربيلو على موقع قاعدة بيانات كرة القدم.إي يو (الإنجليزية)
- غونزالو كوربيلو على موقع Soccerway.com (الإنجليزية)